# クセロPDF
クセロPDFとはクセロが開発した日本語対応のPDF生成プリンタドライバで、仮想プリンタとして機能する。関連製品として、有償の「瞬簡PDF作成」などがある。なお、株式会社クセロの事業は、2009年4月にアンテナハウス社に譲渡され、「瞬簡PDF作成」はアンテナハウスから販売されている。

## 制限事項
無償で利用できるが、以下のような制限事項がある。
- 初回実行時にシリアルナンバーが求められるため、クセロ社ウェブページにてユーザー登録をする必要があった。但し、無償配布とシリアルナンバーの発行は既に終了しているため、新規の利用開始はできない。
- PDF出力時に広告画面が表示される。
- ユーザーサポートが利用できない。

## 特徴
クセロ独自開発のクセロPDFDriverの技術を使用しているため、アドビのAcrobatのインストールの有無に関わらずPDFを作成することができる。
通常の文章をクセロPDFでPDFファイルに変換した場合、Acrobatなどで作成された通常のPDFと同じくAdobe Readerで開いたときに文章を選択・コピー可能である。
ファイルに閲覧制限・印刷制限・抽出制限・パスワードの設定などのセキュリティを施すことができる。セキュリティレベルは「高（128ビット）」ないし「低（40ビット）」のRC4暗号化が利用可能である。
標準で出力されるPDFのバージョンは1.3（Acrobat 4.0以降）である。ただしセキュリティレベル「高」を設定のうえ出力した場合に限り、PDFバージョンは1.4（Acrobat 5.0以降）となる。
OCR機能がないため、画像をスキャナで読み取ってPDFにした場合には他のPDF作成アプリケーションと同様に文章のコピーは出来ない（透明テキストが埋めこまれないため）。そのため、そのような用途の場合には別途OCRソフトを利用して透明テキストを埋めこむ必要がある。
TrueTypeフォントを埋め込むことができるが、OpenTypeフォントは正常に埋め込むことができない。

## クセロPDF2
2007年7月25日に、Windows Vistaに対応した「クセロPDF2」をリリースした。従来のクセロPDFと比べて、PDF生成速度が平均200%以上アップするものとアナウンスしている。
PDF出力時に製品のPRサイトを表示するため、インターネットに接続していないコンピューターでは使用できない。過去のバージョンではPDF出力時にローカルフォルダにインストールされたHTMLファイルの広告画面が表示され、インターネットに接続していないコンピュータでも使用できた。

## 関連製品
- 瞬簡PDF→瞬簡PDF作成（PDFライター）
- 瞬簡PDF Plus（PDFビューア、PDFライターのセット）：現在は販売終了。「瞬簡PDF Plus3」が最終リリース。

無償配布を終了した製品
- クセロReader ZERO（広告表示あり。PDFビューア：2009年7月16日に無償配布終了[3]）
- 瞬簡PDF ZERO（広告表示あり。PDFライター：2009年7月16日に無償配布終了[3]）